# Negaim
Negaim (en hebreu: מסכת נגעים) (transliterat: Masechet Negaim) és el tercer tractat de l'ordre de Tohorot de la Mixnà. El tractat consta de 14 capítols. Negaim descriu les diverses formes de tsarath, una malaltia semblant a la lepra esmentada en la Torà, que afectava a la gent, a la roba, i a les llars. El tractat descriu els diferents tipus de taques simptomàtiques de la malaltia, i els diversos rituals involucrats en la purificació d'algú que ha estat afectat per ella. No hi ha una Guemarà per Negaim en cap dels dos Talmuds.